# Gustaf Olsson i Ramsta
Gustaf Olsson (i riksdagen kallad Olsson i Ramsta), född 26 september 1867 i Floda socken, Södermanland, död där 9 augusti 1943, var en svensk lantbrukare och politiker (liberal).
Gustaf Olsson brukade gården Ramsta i Floda där han också var kommunalt aktiv, bland annat som ordförande i kommunalfullmäktige 1919–1943 samt som vice ordförande i kommunalnämnden. 
Han var riksdagsledamot i andra kammaren 1914 samt 1915–1936, fram till 1921 för Södermanlands läns södra valkrets och därefter för Södermanlands läns valkrets. Under den liberala partisplittringen 1923–1934 fortsatte han att tillhöra Frisinnade landsföreningen; han tillhörde således Liberala samlingspartiets riksdagsgrupp fram till 1923, Frisinnade folkpartiets riksdagsgrupp 1924–1934 samt från 1935 Folkpartiet. I riksdagen var han bland annat ledamot av bevillningsutskottet 1920–1928 samt 1931–1936. Han var särskilt engagerad i jordbruksfrågor.